# Nageri (Juhar)
Nageri is een bestuurslaag in het regentschap Karo van de provincie Noord-Sumatra, Indonesië. Nageri telt 617 inwoners (volkstelling 2010).